# Francesco Colombo
Francesco Colombo, detto Franco (Milano, 26 luglio 1899 – Lenno, 28 aprile 1945), è stato un militare e poliziotto italiano, questore e  comandante della Legione Autonoma Mobile Ettore Muti. È ricordato per la particolare violenza e brutalità del suo comando.

## Biografia
Nel 1918, arruolato nel Regio Esercito insieme ai  "Ragazzi del '99", partecipò alla prima guerra mondiale come aviere e fu squadrista della prima ora. Dopo la conquista del potere da parte del fascismo divenne responsabile del gruppo rionale "Montegani" intitolato ad un aviatore caduto nella prima guerra mondiale.

### Il delitto Garavaglia
Nel 1926 il gruppo rionale di cui Colombo era stato nominato reggente fu sottoposto ad indagine amministrativa. Le indagini, affidate all'avvocato Alessandro Garavaglia, portarono in breve tempo ad un contenzioso tra Garavaglia e Colombo circa presunte malversazioni finanziarie. Il 19 settembre 1926 Garavaglia si incontrò con Colombo e Giuseppe Carbone in via Leonardo Da Vinci, ma in seguito all'accendersi di un infuocato diverbio fu ucciso a pistolettate da Carbone in evidente stato di alterazione dovuto all'alcool. I due si allontanarono rapidamente ma furono riconosciuti da un testimone e quindi rapidamente arrestati. Colombo, arrestato il giorno stesso, fu accusato di omicidio volontario e recluso nel carcere di San Vittore. Carbone fu arrestato ad Andora in Liguria dove era fuggito. Il 16 marzo 1927 Colombo fu prosciolto da ogni accusa, infatti Carbone si assunse ogni responsabilità.
Colombo il 9 aprile 1927 fu comunque espulso dal PNF. Proseguì una vita al di fuori della politica fatta di espedienti e piccoli commerci. Dichiarato fallito nel 1938, fu condannato a 6 mesi di reclusione nel 1939 per bancarotta fraudolenta e poi nel 1940 per violazione degli obblighi di assistenza famigliare.

### La squadra d'azione Ettore Muti
Con la costituzione della Repubblica Sociale Italiana, il 18 settembre 1943, fu costituita ufficialmente la Squadra d'Azione Ettore Muti inglobando altre quattro squadre formatesi precedentemente sotto il comando di Francesco Colombo. Le prime reclute furono arruolate tra fascisti di provata fede, a cui si aggiunse anche un variegato gruppo di detenuti per reati comuni provenienti dal riformatorio di Vittuone e dal Carcere di San Vittore.
Quando Aldo Resega, nuovo segretario cittadino del Partito Fascista Repubblicano, lo incontrò per la prima volta mentre si stava installando nei locali della federazione del P.F.R. criticò la presenza all'interno della squadra di alcuni elementi di dubbia moralità e gli chiese di operare una selezione, Colombo si rifiutò di eseguire tale ordine.
Questa presa di posizione determinò la nascita di due distinte correnti nella città di Milano: quella che faceva capo allo stesso federale Aldo Resega e poi a Vincenzo Costa e sostanzialmente alla maggioranza degli iscritti al Partito Fascista Repubblicano, e quella più estremista, capeggiata dal comandante della Muti.
L'11 dicembre 1943, il direttorio del Partito Fascista Repubblicano, presieduto dal federale di Milano Aldo Resega, decise di procedere all'epurazione dalle squadre d'azione degli elementi più riottosi (di cui si decise di stendere un elenco) e di procedere poi nell'inquadrare gli altri elementi nelle file della GNR.
Il 16 dicembre, secondo una testimonianza del vice federale Vincenzo Costa, si approvò nel corso di una riunione del PFR lo scioglimento della Squadra d'Azione.
Alcune azioni dei GAP milanesi portarono all'uccisione di Piero de Angeli il 17 dicembre e la mattina dopo dello stesso federale Aldo Resega, e il comando della Muti rimase sotto il controllo di Colombo e della sua Squadra, decidendo di inasprire ancor più la violenza delle loro azioni.
Colombo elevò a federale di Milano Dante Boattini. Il questore Domenico Coglitore che si era dimesso in seguito all'omicidio di Aldo Resega fu sostituito con il colonnello Camillo Santamaria Nicolini. Il nuovo federale Boattini decise di non procedere più allo scioglimento della "Muti".
Il 18 gennaio 1944, su ordine di Mussolini, furono arrestati il vicecomandante della "Muti" Arrigo Alemagna e l'avvocato Mistretta. Ad Alemagna subentrò Ampelio Spadoni.

### Comandante della Legione Autonoma Mobile Ettore Muti

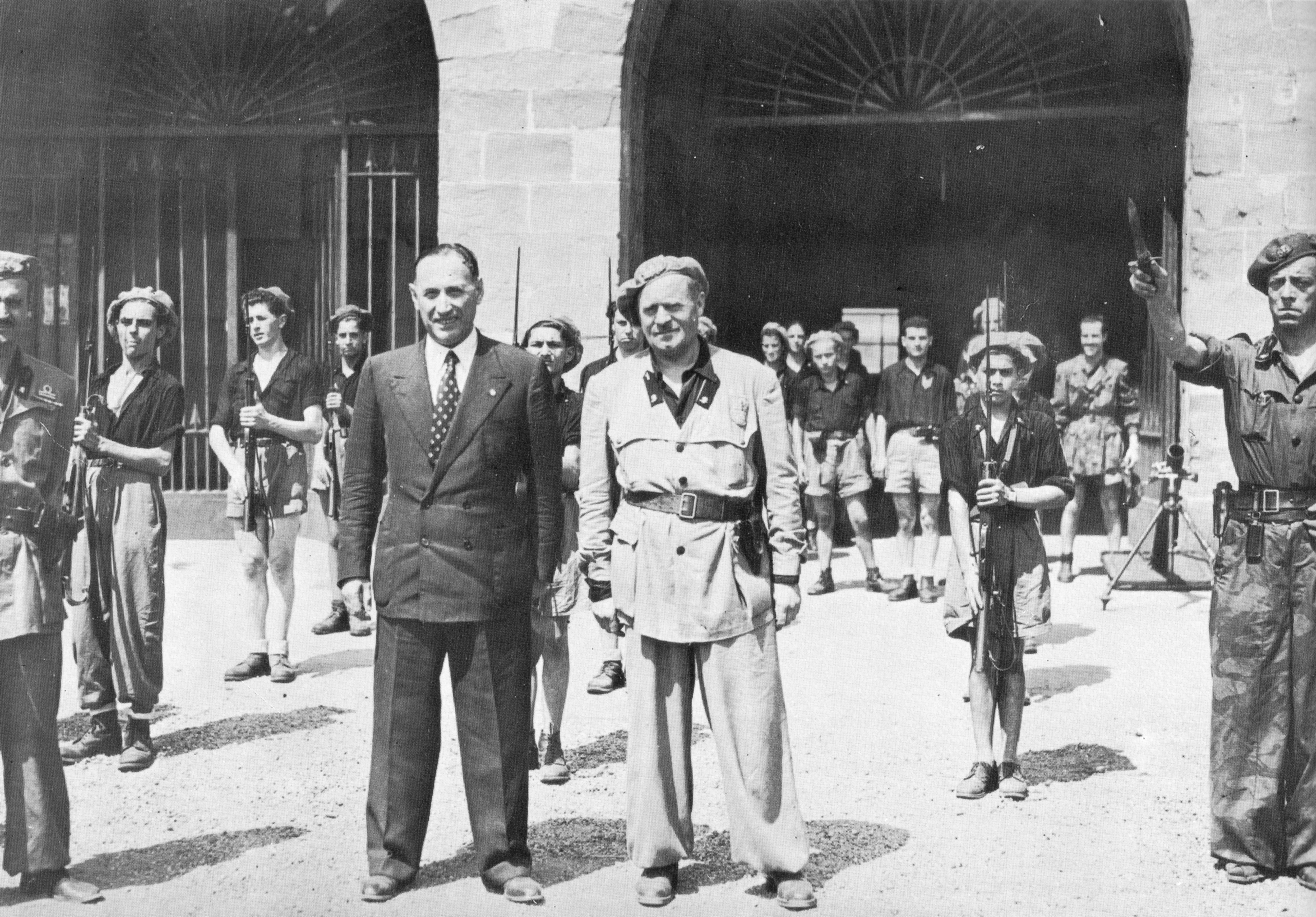
Milano Piero Parini e Francesco Colombo presso l'Arena Civica con gli arditi della Compagnia Giovanile "Alfiero Feltrinelli"

La Legione Autonoma Mobile Ettore Muti nacque ufficialmente il 18 marzo 1944 e Colombo fu nominato questore dal Ministro degli Interni Guido Buffarini Guidi, grado corrispondente nell'esercito a quello di colonnello.
L'inquadramento fu preceduto da un violentissimo scontro fra Colombo (e il suo consigliere politico Boattini) e Vincenzo Costa, allora vice federale di Milano, nei giorni della sua promozione a federale.
Il 19 marzo 1944 Colombo partì per il Piemonte insieme ai primi scaglioni della Legione che si recavano in zona operativa (1º Battaglione “Aldo Resega”, 2º Battaglione “De Angeli” e Compagnia speciale "Baragiotta"). Costituì quindi il comando nell'ex sede della Gioventù italiana del littorio di Cuneo. Rientrò a Milano il 27 marzo lasciando il comando delle operazioni militari al tenente colonnello Ampelio Spadoni. Qui i reparti della "Muti" furono impiegati principalmente nel presidio delle principali località del cuneese e nell'attività di rastrellamento. Dopo il 28 maggio alcune compagnie furono dislocate anche nel vercellese.
Il 7 giugno in località Brossasco Colombo fu lievemente ferito nel corso di un'imboscata mentre effettuava uno dei suoi consueti giri di ispezione nel cuneese, mentre il 14 agosto assumendo direttamente il comando della Compagnia Speciale "Baragiotta-Salines" partecipò a un rastrellamento a Varzi in provincia di Pavia.
Il 10 agosto 1944, in seguito ad un attentato mai rivendicato, e del quale i nazifascisti accusarono arbitrariamente i GAP milanesi, l’esplosione di un furgone tedesco, avvenuta in viale Abruzzi, causò la morte di sei civili ed undici feriti. Pur in assenza di vittime militari, la Muti insieme a militi della Guardia Nazionale Repubblicana compose il plotone d'esecuzione con l'ordine di fucilare per rappresaglia, in piazzale Loreto, un gruppo di 15 detenuti appartenenti alla Resistenza, i cui cadaveri furono lasciati lungamente esposti per scempio e per seminare il terrore nella popolazione. Il prefetto Piero Parini, che aveva inutilmente cercato di controllarne l'attività, rassegnò polemicamente le dimissioni quando non riuscì ad impedire la strage di Piazzale Loreto.

#### La fine delReparto Speciale di Polizia Repubblicanadi Koch
Nell'autunno del 1944 la situazione a Milano diventò incandescente, a causa del conflitto su chi dovesse occuparsi delle attività di rastrellamento e degli interrogatori e torture degli arrestati, con l'arrivo a Milano del "Reparto Speciale di Polizia Repubblicana", la cosiddetta Banda Koch, in precedenza dislocata a Roma. Il ministro Guido Buffarini Guidi intervenne nel tentativo di allontanare da Milano questi ultimi, ma il tentativo fallì a causa del rifiuto di Pietro Koch di abbandonare Milano. Così il 25 settembre 1944 una compagnia della Legione Muti al comando del maggiore Luciano Folli, su ordine del questore di Milano, e per intervento diretto di Mussolini, procedette all'arresto dei componenti del reparto comandato da Koch, traducendoli al Carcere di San Vittore. Pietro Koch, quel giorno non al reparto, sfuggì momentaneamente all'arresto. Dopo lo scioglimento del reparto Koch accusò Colombo di essere "un pupazzo in mano a Varenna"; industriale e finanziatore di Roberto Farinacci, Varenna era inoltre in stretti rapporti con Raffaello Riccardi, ex ministro delle Finanze, e Piero Parini, prefetto di Milano.

#### Ritirata valtellinese
Negli ultimi giorni della RSI, Colombo suggerì a Mussolini di preferire il ridotto valtellinese alla fuga verso il Reich, assicurando che anche in quello i "documenti" (il presunto carteggio con Winston Churchill) sarebbero stati protetti altrettanto bene anche in Svizzera. Quando Mussolini lasciò Milano fu scortato anche da arditi della "Muti". Colombo, dopo aver inutilmente atteso i reparti provenienti dal Piemonte, partì per Como il 26 aprile con circa 200 legionari rimasti ancora a Milano ricongiungendosi con Pavolini. Avendo perso contatto con Mussolini, nel frattempo ripartito per Menaggio, la colonna fascista stipulò un accordo con il CLN per avere libero transito, ma il mattino del 27 aprile, contravvenendo agli accordi, i partigiani bloccarono la strada presso Cernobbio intimando la resa. I reparti fascisti furono sciolti.
Anche Colombo si risolse a sciogliere i reparti della "Muti".

### L'ultima spedizione
L'ex vice segretario del PFR Pino Romualdi e Vanni Teodorani, anch'essi a Como, furono convinti da un ufficiale del servizio segreto Alleato a raggiungere Mussolini a Menaggio per convincerlo a consegnarsi agli Alleati: alla spedizione in partenza si unì anche Colombo. A garantire l'incolumità dei membri della spedizione fu Giovanni Dessy munito di un apposito lasciapassare ma a Cadenabbia l'auto incappò in un posto di blocco partigiano ove Colombo venne riconosciuto. Nonostante Dessy mostrasse il suo ordine di missione, esso non venne preso in considerazione e gli occupanti delle vetture furono arrestati e portati a San Fedele Intelvi. Qui Dessy riuscì a far rilasciare Romualdi che non era stato riconosciuto. Colombo viceversa fu trattenuto per due giorni poi il 28 aprile fu condotto a Lenno e sommariamente fucilato. La sua tomba oggi si trova nel campo 10 del Cimitero Maggiore di Milano, dove sono sepolti i caduti della RSI.

## Nella cultura di massa

### Filmografia
Nel film del 1974 Mussolini ultimo atto, diretto da Carlo Lizzani, Colombo è interpretato da Franco Balducci.